# Mario Saracino
Mario Saracino (Salerno, 16 settembre 1917 – Salerno, 2 luglio 2002) è stato un calciatore e allenatore di calcio italiano, di ruolo centrocampista.
Era rispettosamente soprannominato Don Mario Saracino.

## Biografia
Nacque a Salerno nel 1917, divise la sua carriera da calciatore tra le compagini di Salernitana, Cavese, Nocerina e Scafatese .Una volta ritiratisi dalla carriera agonistica , si dedicò alla carriera di allenatore delle giovanili della Salernitana fino agli inizi degli anni ottanta . Morì il 2 luglio del 2002 a Salerno .

## Caratteristiche tecniche
Mediano legnoso, era un classico mastino di centrocampo.

## Carriera

### Giocatore
In gioventù militò nelle file del Salerno F.G.C.. Fece il suo esordio in Serie B, con la maglia della Salernitana, nel 1938-1939. Sempre in granata, nel 1944, vinse la Coppa della Liberazione. Nel 1945, raggiunse il suo picco in carriera, disputando 18 incontri nel campionato misto A-B. Disputò, poi, altri due campionati di Serie B con le maglie di Scafatese e Nocerina. Giocò anche un campionato di terza serie con la maglia della Cavese.

### Allenatore
Dopo il ritiro, Saracino lavorò come responsabile del settore giovanile della Salernitana e come allenatore in seconda. Tra i tanti giocatori scoperti e lanciati da Saracino si possono citare Antonio Capone, Matteo Santucci, Carmine "Mimmo" Gentile e Gino Pigozzi.

Saracino (terzo in piedi da sinistra) con la che conquistò la salvezza nel 1954-1955

Allenò, in due occasioni, la prima squadra della Salernitana nel campionato di Serie B. Nel 1954-1955, sostituì Enrico Carpitelli all'11ª giornata, riuscendo a cogliere un filotto di 14 risultati consecutivi, che salvò la squadra dalla retrocessione. Nel 1956, invece, sostituì Antonio Valese,; ma, stavolta, non riuscì a impedire la retrocessione della squadra in Serie C. Nel 1957, Saracino guidò, ancora, la squadra durante il breve interregno tra Carpitelli e Giovanni Varglien. Nel 1969, in Serie C, affiancò il calciatore Antonio Pasinato alla guida della squadra, prima di essere sostituito da Guido Gratton. Sul finire della stagione 1976-1977, gli toccò coadiuvare un altro allenatore-giocatore, ossia Lucio Mujesan.
Nel 1969, Saracino guidò la juniores della Salernitana alla vittoria del Campionato nazionale Dante Berretti, unico trofeo nazionale (all'epoca non vi partecipavano le squadre di Serie A) vinto dai granata.
Saracino è stato, negli anni settanta, anche allenatore della Salernitana Femminile.

## Palmarès

### Giocatore

#### Competizioni nazionali
- Serie C: 1

Salernitana: 1937-1938